# Seis días de Hannover
Los Seis días de Hannover era una carrera de ciclismo en pista, de la modalidad de seis días, que se corría en Hannover (Alemania). Su primera edición data del 1913, pero no se repitió hasta el 1950. La última edición se corrió en 1981.

## Palmarés
| Año       | Ganadores                         | Segundos                            | Terceros                         |
| --------- | --------------------------------- | ----------------------------------- | -------------------------------- |
| 1913      | Willy Lorenz Karl Saldow          | Erich Aberger Willy Techmer         | Willy Arend Karl Ehlert          |
| 1914-1949 | ediciones no realizadas           |                                     |                                  |
| 1950 (1)  | Gustav Kilian Heinz Vopel         | Severino Rigoni Ferdinando Terruzzi | Harry Saager Heinrich Schwarzer  |
| 1950 (2)  | Hugo Koblet Armin von Büren       | Gustav Kilian Jean Roth             | Harry Saager Guy Lapebie         |
| 1951 (1)  | Émile Carrara Guy Lapebie         | Severino Rigoni Ferdinando Terruzzi | Gustav Kilian Heinz Vöpel        |
| 1951 (2)  | Ludwig Hörmann Jean Schorn        | Theo Intra Jean Roth                | Ferdi Kübler Harry Saager        |
| 1952      | Émile Carrara Georges Senfftleben | Lucien Gillen Gustav Kilian         | Dominique Forlini Hans Preiskeit |
| 1953      | Oskar Plattner Hans Preiskeit     | Lucien Acou Arie van Vliet          | Waldemar Knoke Armin von Büren   |
| 1954-1978 | ediciones no realizadas           |                                     |                                  |
| 1979      | Albert Fritz Patrick Sercu        | Günther Schumacher René Pijnen      | Horst Schütz Wilfried Peffgen    |
| 1980      | Donald Allan Danny Clark          | Dietrich Thurau Patrick Sercu       | Albert Fritz Günther Schumacher  |
| 1981      | Roman Hermann Horst Schütz        | Gert Frank Patrick Sercu            | Udo Hempel Günther Schumacher    |